# Astalione cruciaria
Astalione cruciaria là một loài chân đều trong họ Bopyridae. Loài này được Markham miêu tả khoa học năm 1975.